# ادیلیو کاردوسو
ادیلیو کاردوسو (انگلیسی: Edilio Cardoso؛ زادهٔ ۱۶ مهٔ ۱۹۸۳) بازیکن فوتبال اهل برزیل است.
از باشگاه‌هایی که در آن بازی کرده‌است می‌توان به باشگاه فوتبال بوکا جونیورز اشاره کرد.